# William Davies Evans
William Davies Evans (27. ledna 1790 St Dogwells, Pembrokeshire, Wales – 3. října 1872 Ostende, Belgie) byl velšský námořní kapitán, vynálezce a šachista.
Od svých čtrnácti let (od roku 1804) sloužil ve válečném námořnictvu. Když roku 1815 skončily Napoleonské války, byl převelen na poštovní loď. Roku 1819 se stal námořním kapitánem. Vynalezl bezpečnostní systém pro zabránění nočních srážek lodí skládající se z bílých, zelených a červených světelných signálů za který obdržel odměnu od britské vlády a od ruského cara. Zemřel chudý v belgickém Ostende.
V šachovém světě je Evans znám jako autor Evansova gambitu 1.e4 e5 2.Jf3 Jc6 3.Sc4 Sc5 4.b4, který vynalezl kolem roku 1824 a použil jej poprvé a úspěšně roku 1826 proti Alexandrovi McDonnellovi.
Roku 1837 sehrál Evans celou řadu partií s Howardem Stauntonem, který jeho gambit klasifikoval jako vynalézavý a zajímavý (ingenious and interesting).